# Yvann Maçon
Yvann Maçon, né le 1er octobre 1998 à Baie-Mahault (Guadeloupe), est un footballeur international guadeloupéen qui évolue au poste d'arrière droit à l'AS Saint-Étienne.

## Biographie

### Préformation
Yvann Maçon commence à l'école de football de la Juvenis de Saint-Rose. Il poursuit ensuite son parcours avec la Solidarité Scolaire de Baie-Mahault. En 2011, il intègre le pôle espoirs de Guadeloupe, pour deux ans de préformation. Il remporte notamment avec la sélection de la Guadeloupe U15 la première édition du tournoi international U15 jouée à domicile.

### En club
Son parcours senior amateur débute à Castelnau-le Crès où il évolue sous les ordres de Mickael Martinez, ancienne gloire du Ballon sportif baillarguois.
Maçon commence sa carrière à l'USL Dunkerque, en national, faisant notamment partie des révélations du championnat lors de la saison 2019-2020, où le club nordiste accumule les premières places du classement.

#### AS Saint-Étienne (depuis 2020)
Le 31 janvier 2020, il signe un contrat professionnel avec l'AS Saint-Étienne,. Il fait ses débuts professionnels lors d'une défaite 1-0 en Ligue 1 le 9 février 2020.
Mais c'est surtout lors de la saison 2020-21 qu'il va apparaître sur le devant de la scène française, s'illustrant notamment le 17 septembre 2020 contre l'OM, autant par ses passes décisives que ses efforts défensifs, dans ce qui est la première victoire de l'ASSE à Marseille depuis 1979. Le 20 septembre 2020, Yvann Maçon inscrit son premier but avec l'AS Saint-Étienne face au FC Nantes.

### En sélection
Maçon est international avec les moins de 20 ans de Guadeloupe, participant aux qualifications pour le championnat de la CONCACAF de la catégorie en 2016, marquant notamment un triplé lors de son dernier match avec l'équipe.
Il honore, le 8 octobre 2020, sa première sélection avec les espoirs français, contre le Liechtenstein.
En juin 2025, il est convoqué pour la première fois en équipe de Guadeloupe pour disputer la Gold Cup 2025. Il dispute son premier match international en étant titulaire lors du premier match de poule perdu cinq buts à deux contre le Panama mais sort dès la mi-temps après une boulette dès le début du match et un score de quatre à un dès la mi-temps.

## Statistiques
| Saison                | Club                    | Championnat           | Championnat | Championnat | Championnat | Coupe(s) nationale(s) | Coupe(s) nationale(s) | Coupe(s) nationale(s) | Compétition(s) continentale(s) | Compétition(s) continentale(s) | Compétition(s) continentale(s) | Compétition(s) continentale(s) | Total | Total | Total |
| Saison                | Club                    | Division              | M.          | B.          | P.d.        | M.                    | B.                    | P.d.                  | Comp.                          | M.                             | B.                             | P.d.                           | M.    | B.    | P.d.  |
| 2017-2018             | USL Dunkerque           | National              | 1           | 0           | 0           | -                     | -                     | -                     | -                              | -                              | -                              | -                              | 1     | 0     | 0     |
| 2018-2019             | USL Dunkerque           | National              | 1           | 0           | 0           | -                     | -                     | -                     | -                              | -                              | -                              | -                              | 1     | 0     | 0     |
| 2019-2020             | USL Dunkerque           | National              | 18          | 0           | 2           | 2                     | 0                     | 0                     | -                              | -                              | -                              | -                              | 20    | 0     | 2     |
| Sous-total            | Sous-total              | Sous-total            | 20          | 0           | 2           | 2                     | 0                     | 0                     | -                              | -                              | -                              | -                              | 22    | 0     | 2     |
| 2019-2020             | AS Saint-Étienne        | Ligue 1               | 2           | 0           | 0           | 1                     | 0                     | 0                     | -                              | -                              | -                              | -                              | 3     | 0     | 0     |
| 2020-2021             | AS Saint-Étienne        | Ligue 1               | 6           | 1           | 1           | -                     | -                     | -                     | -                              | -                              | -                              | -                              | 6     | 1     | 1     |
| 2021-2022             | AS Saint-Étienne        | Ligue 1               | 22+1        | 0           | 0           | 3                     | 0                     | 0                     | -                              | -                              | -                              | -                              | 26    | 0     | 0     |
| 2022-2023             | AS Saint-Étienne        | Ligue 2               | 12          | 3           | 1           | 1                     | 0                     | 0                     | -                              | -                              | -                              | -                              | 13    | 3     | 1     |
| 2023-2024             | AS Saint-Étienne        | Ligue 2               | 21          | 1           | 1           | -                     | -                     | -                     | -                              | -                              | -                              | -                              | 21    | 1     | 1     |
| 2024-2025             | AS Saint-Étienne        | Ligue 1               | 12          | 0           | 0           | -                     | -                     | -                     | -                              | -                              | -                              | -                              | 12    | 0     | 0     |
| Sous-total            | Sous-total              | Sous-total            | 76          | 5           | 3           | 5                     | 0                     | 0                     | -                              | -                              | -                              | -                              | 81    | 5     | 3     |
| 2022-2023             | Paris FC (prêt)         | Ligue 2               | 18          | 0           | 1           | 1                     | 0                     | 1                     | -                              | -                              | -                              | -                              | 19    | 0     | 2     |
| 2023-2024             | Maccabi Tel Aviv (prêt) | Ligat HaAl            | 5           | 0           | 0           | 1                     | 0                     | 0                     | C4                             | 8                              | 1                              | 1                              | 14    | 1     | 1     |
| Total sur la carrière | Total sur la carrière   | Total sur la carrière | 117         | 5           | 6           | 9                     | 0                     | 1                     | -                              | 8                              | 1                              | 1                              | 134   | 6     | 8     |

## Palmarès
| AS Saint-Étienne                       | Maccabi Tel Aviv (1)                      |
| -------------------------------------- | ----------------------------------------- |
| - Coupe de France - Finaliste en 2020. | - Championnat d'Israel - Champion en 2024 |